# Ana María Surra Spadea
Ana María Surra Spadea (Montevideo, 10 de juliol de 1952) és una assistent social i política d'origen uruguaià, diputada al Congrés dels Diputats en la XI legislatura.

## Biografia
Participà en els moviments estudiantils uruguaians relacionats amb el maig de 1968. Poc abans del cop d'estat de juny de 1973 marxà amb el seu marit a Xile, treballant en l'alfabetització d'adults a les mines d'Aconcagua (prop de Valparaíso). Després del cop d'estat de setembre de 1973 s'aixopluga a l'ambaixada de Panamà. Després de viure quatre mesos a Panamà aconsegueix marxar a Bèlgica, on després d'any i mig marxa a París, on rep asil polític. Allí estudia Assistència Social, treballa a l'ajuntament de Chelles, milita sindicat de funcionaris públics i participa activament en la defensa de la situació dels immigrants.
El 1985 torna a Uruguai, on treballa com a secretària de direcció al Liceu Francès de Montevideo i com a entrenadora i àrbitra de basquet. El 1998 es trasllada a Barcelona, on ja hi viu el seu fill, i aconsegueix treball com a àrbitra de basquet. El 2014 presideix l'associació Sí, amb nosaltres que agrupa estrangers residents a territori català partidaris del dret a decidir.
A les eleccions al Parlament de Catalunya de 2015 va ocupar el lloc 47 a la llista de Junts pel Sí de Barcelona, i a les eleccions generals espanyoles de 2015 i 2016 fou elegida diputada com independent dins les llistes d'ERC.